# Guido Gezelle
Guido Gezelle (1830. május 1. – 1899. november 27.) flamand író, költő, római katolikus pap. Elsősorban tájköltészete és vallásos lírája miatt ismert.

## Élete
Bruggeben (Nyugat-Flandriában) Monica Devrieze és Pieter Jan Gezelle, bruggei flamand kertész legidősebb gyermekeként született, és élete legnagyobb részét itt is töltötte. 1854-ben szentelték pappá. Ezután a roeselarei kisszemináriumban tanított költészetet és irodalmat. 1865-ben Gezellét a bruggei Walburga templom káplánjának nevezték ki, később pedig Kortrijkben lett káplán. Élete utolsó éveiben az ún. angol kolostor lelkigondozója lett. Itt hunyt el, egy pici szobában, ami a turisták számára nem látogatható. Utolsó szavait halottas ágyánál jelenlevő unokaöccse, Caesar Gezelle jegyezte fel:
"'k Geloof dat ik altijd geleefd hebbe in eenvoud en oprechtheid des harten."
"Azt hiszem, mindig is egyszerűségben és a szív őszinteségében éltem."
És: "'k Hoorde zo geerne de vogelkens schuifelen."
"Annyira szerettem a madárkák füttyét hallgatni."
Szülőházában, az angol kolostor közelében múzeumot rendeztek be, ahol írásai és egyéb, a költő életéből fennmaradt tárgyi emlékei vannak kiállítva. A közelben egy kis bárt is neveztek el róla.
Gezelle volt Stijn Streuvels (eredeti nevén: Frank Lateur) flamand író nagybátyja.

## Jelentősége
Önálló, jellegzetes flamand nyelvi stílust kívánt kialakítani, mely elkülönül az Hollandiában beszélt holland nyelvtől, annak nemzeti aspektusai miatt. Lírájában Isten és a teremtés iránt érzett misztikus szeretetéről ír. Nyelvi megoldásai miatt ma a legfontosabb holland nyelvű költők közé sorolják.

## Művei
- Vlaemsche Dichtoefeningen (1858)
- Kerkhofblommen (1858)
- Gedichten, gezangen en gebeden (1862)
- Tijdkrans (1893)
- Rijmsnoer om en om het jaar (1897)
- Laatste verzen (1901)

## Emlékezete
1982-től Guido Gezelle portréja szerepelt az euro bevezetése előtt kibocsátott utolsó belga 5000 frankos bankjegyen.